# Antico
Pier Jacopo Alari Bonacolsi, mais conhecido como Antico (Mântua ou Gazzuolo, c. 1460 – Gazzuolo, 1528) foi um escultor do Renascimento italiano.
Iniciou sua carreira como medalhista, interessou-se também pela pintura, trabalhou como restaurador de estatuária antiga e foi um protegido de Isabella d'Este, mas sua fama se deve à sua habilidade no terreno da escultura de pequenas dimensões, criando uma série de peças decorativas para patronos privados, mas que possuem um refinamento estético e uma qualidade técnica de primeira linha. Foi um dos primeiros escultores a perceberem as possibilidades comerciais da criação de cópias de suas obras em bronze através da técnica da cera perdida, quando até então o uso era a confecção de peças únicas. Seu estilo é todo inclinado para o classicismo, que exercitou na criação de imagens da mitologia grecorromana. Por seu amor à Antiguidade recebeu seu apelido, que significa "antigo".